# Leiaster teres
Leiaster teres is een zeester uit de familie Ophidiasteridae.
De wetenschappelijke naam van de soort werd in 1871 gepubliceerd door Addison Emery Verrill.